# Heterocerus undatus
Heterocerus undatus är en skalbaggsart som beskrevs av Melsheimer 1844. Heterocerus undatus ingår i släktet Heterocerus och familjen strandgrävbaggar. Inga underarter finns listade i Catalogue of Life.